# ديفيد وليامز (موسيقي)
ديفيد وليامز (بالإنجليزية: David Williams)‏ هو موسيقي وفنان أسترالي، ولد في 28 يناير 1983.